# GM Alpha
GM Alpha — автомобильная платформа компании General Motors для компактных и среднеразмерных автомобилей с переднемоторной компоновкой, задним или полным приводом. Платформа включает в себя переднюю подвеску Макферсон и пятирычажную независимую подвеску. В целях снижения массы автомобилей платформа сделана из высокопрочной стали и алюминия. Первый автомобиль на платформе GM Alpha — Cadillac ATS.

## История
До дебюта в августе 2012 года компактного Cadillac ATS — первого автомобиля, произведённого на платформе GM Alpha — самым маленьким автомобилем Cadillac был среднеразмерный CTS. Цена была такой же, как у конкурентов — Audi A4, BMW 3 и Mercedes-Benz C-класс, но габариты автомобиля были заметно увеличены. По габаритам и массе CTS был сопоставим с BMW 5. Хотя подразделение Cadillac полагало, что покупатели предпочтут автомобиль 5-й серии по цене 3-й серии, это предположение оказалось неверным. Исследование Cadillac показало, что целевые клиенты, у которых уже были такие автомобили, как 3 Series или A4, не хотели автомобиль большего размера.
Сборка первой модели на платформе GM Alpha — Cadillac ATS — началась 26 июля 2012 года. 16 сентября 2013 года началась сборка третьего поколения Cadillac CTS.

## Модельный ряд
- 2013—2019 Cadillac ATS
- 2014—2019 Cadillac CTS
- 2016—2024 Chevrolet Camaro[9][10]
- 2020 — настоящее время Cadillac CT4
- 2020 — настоящее время Cadillac CT5